# Dänenbrücke (Tarpenbek)
Die Dänenbrücke ist eine Balkenbrücke aus dem Jahre 1798 auf dem Gelände des Flughafens Hamburg. Sie führte ehemals über die Tarpenbek, bevor diese 1932 umgeleitet wurde.
Sie ist nach der Zollenbrücke die zweitälteste erhaltene Brücke Hamburgs und für die Öffentlichkeit nicht zugänglich. Sie befindet sich in einem gut erhaltenen Zustand.

## Aufbau
Die Brücke ist acht Meter lang und 3,80 Meter breit, die Fahrbahn selbst ist ca. 3,10 Meter breit. Sie besteht aus Granitblöcken, vermutlich aus einem nahegelegenen Hünengrab.
Die Brücke besitzt sechs quer laufende Stützfundamente und darauf liegende Steinplatten. In einen ihrer Steine sind das Baujahr und die Initialen des dänischen Königs eingraviert.

## Geschichte

### Hintergrund
Als Folge des Gottorper Vertrags ging die Eppendorfer Kirche ganz an Hamburg über. Die bis dahin dort eingepfarrten holsteinischen Dörfer wurden in die neu 1769/70 erbaute Kirche in Niendorf eingepfarrt. Die Dorfbewohner mussten fortan zum Erreichen der Kirche die Tarpenbek an besagter Stelle überqueren.
Vor der Errichtung der Brücke befand sich dort ein Holzsteg.

### Errichtung der Brücke
Die Brücke wurde 1798 vom dänischen König Christian VII. in Auftrag gegeben und erbaut und befand sich an der Grenze zwischen den Herrschaften Pinneberg, die zu Dänemark gehörte, und hamburgischem Gebiet. Da die Errichtung der Brücke von den Hummelsbütteler Dorfbewohnern gefordert worden war, wurde sie auch Hummelsbütteler Brücke genannt. Sie war Teil eines Kirchwegs zur Niendorfer Kirche zwischen Hummelsbüttel und Niendorf (siehe Karte). An der Brücke befand sich ein holsteinisches Zollhaus. Ein hier befindlicher Grenzstein gilt heute als vermisst.
In Folge des Deutsch-Dänischen Krieges bildete die Brücke fortan die Grenze zwischen Preußen und Hamburg.

### Trockenfall, neue Entwicklungen
Im Jahre 1932 wurde die Tarpenbek aufgrund des wachsenden Flughafens umgeleitet. Die Tarpenbek floss nicht mehr unter der Brücke und das alte Bachbett fiel trocken.
Zwischen 1948 und 1950 wurde aufgrund neuer Bauarbeiten im Umfeld der Brücke über eine etwaige Verlegung oder einen Abriss nachgedacht. Schließlich blieb die Brücke erhalten, weil die Bauarbeiten sich auf andere Teile des Geländes beschränkten. Anfang 2015 wurde die damals verschüttete Brücke von Mitarbeitern des Flughafens freigelegt. Außerdem wird unter anderem das Kopfsteinpflaster restauriert.

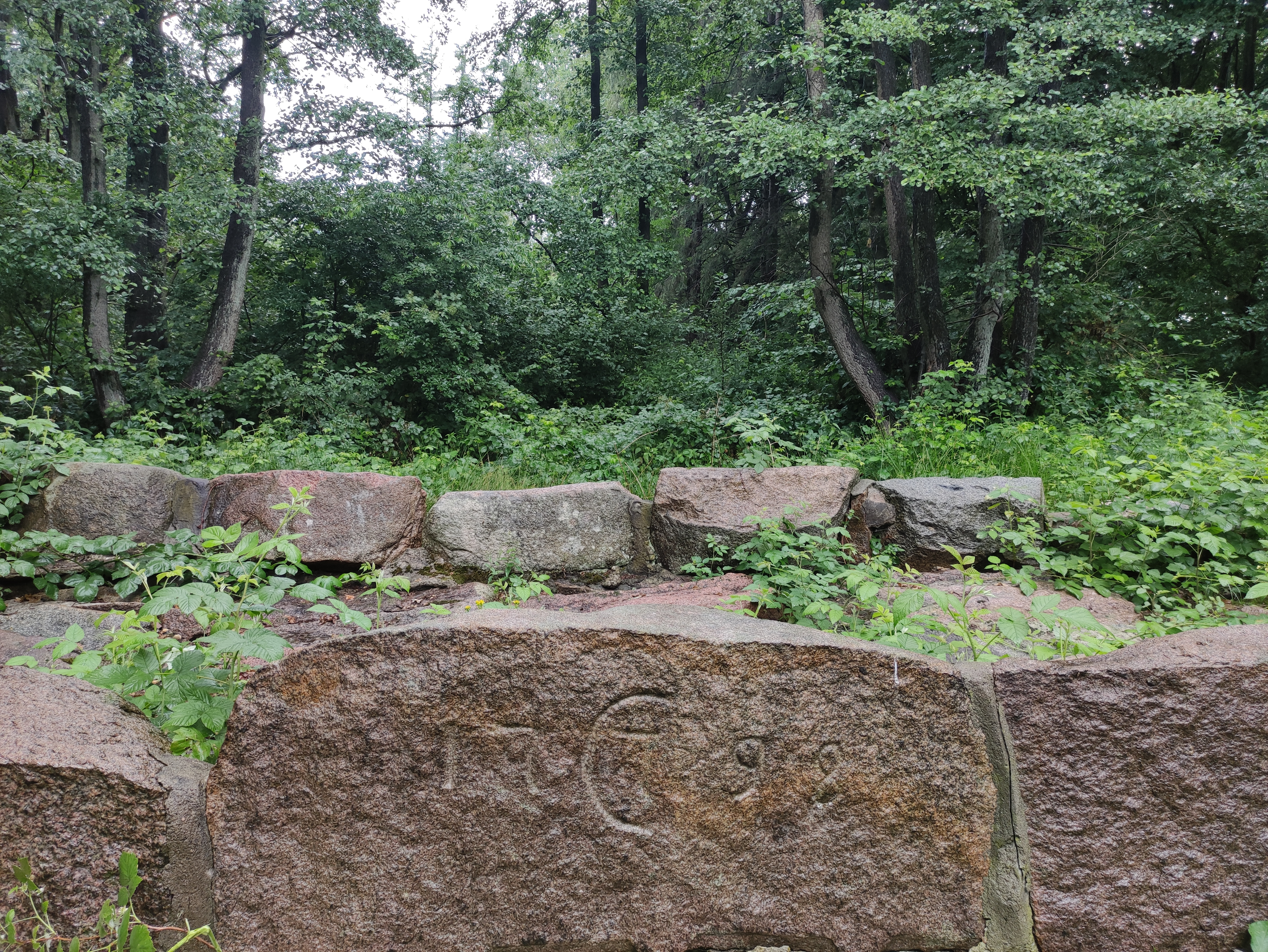
Gravur des Baujahres und des dänischen Königs
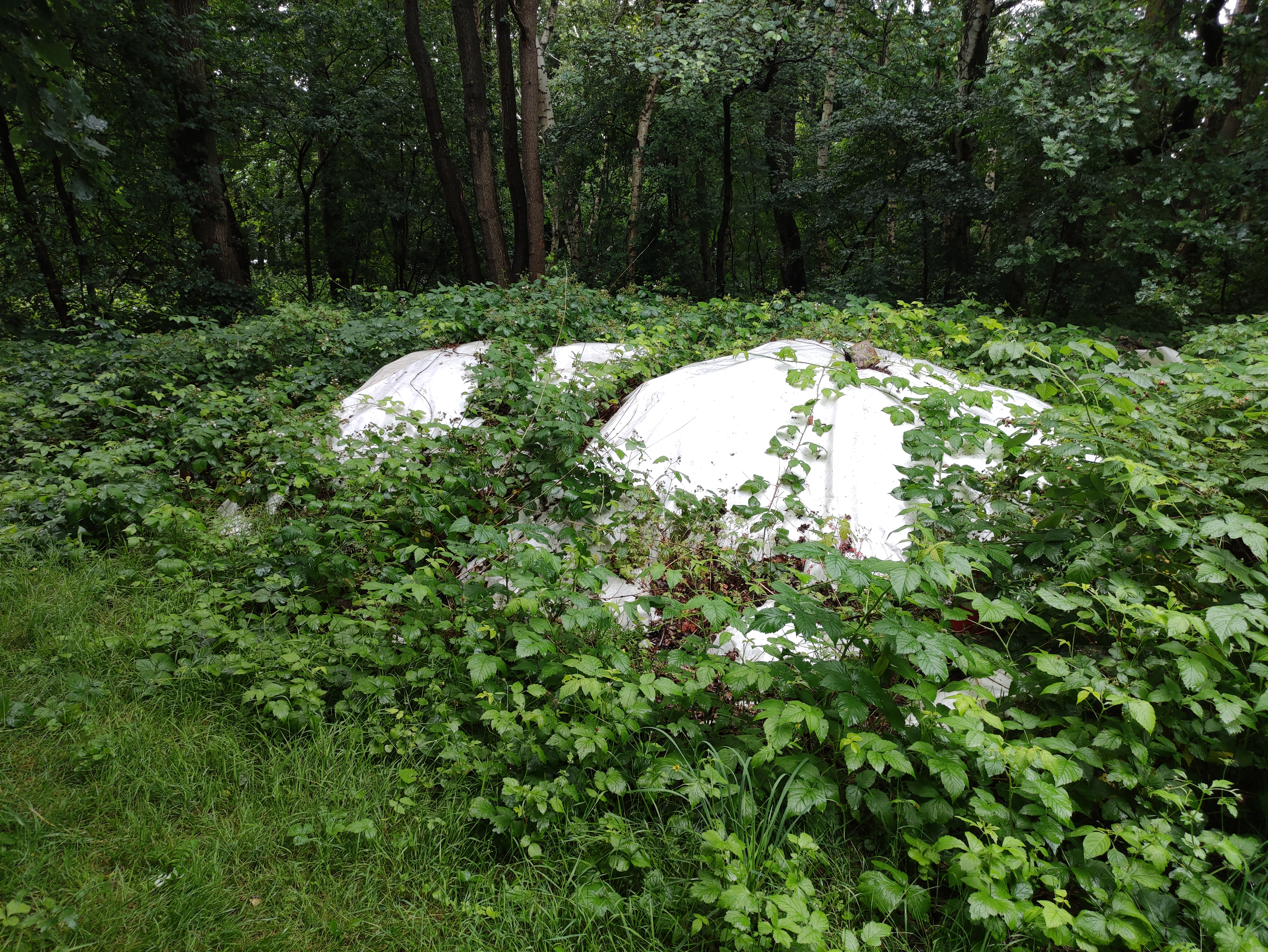
Planen mit Baumaterial vor der Restauration, Juli 2022